# Imprimé sans adresse
 (février 2016).
Si vous disposez d'ouvrages ou d'articles de référence ou si vous connaissez des sites web de qualité traitant du thème abordé ici, merci de compléter l'article en donnant les références utiles à sa vérifiabilité et en les liant à la section « Notes et références ».
Pour les articles homonymes, voir ISA.
L'Imprimé Sans Adresse (ISA) est une technique promotionnelle utilisée dans le cadre des campagnes de marketing direct. Cette technique très répandue consiste à déposer des offres commerciales dans les boîtes aux lettres sans y avoir imprimé l'adresse du destinataire (exemple : catalogues de promotions des supermarchés).
Cette technique est difficile à classer dans le registre des outils du marketing direct car le ciblage est souvent très approximatif voire inexistant. Cependant, les entreprises prestataires de ce genre de service définissent de mieux en mieux leurs plans de tournées et peuvent davantage cibler des quartiers où l'on retrouve une certaine homogénéité notamment au travers des CSP.
Des entreprises existent pour contrôler la bonne distribution évitant ainsi un manque à gagner important pour le client.
Selon une enquête TNS Sofres d'octobre 2004, 91 % des Français confirment recevoir des ISA dans leur boîte à lettres et 83 % d'entre eux aiment lire les documents commerciaux qu'ils reçoivent.
On peut refuser de recevoir ce type de publicité en apposant un autocollant sur sa boîte à lettre, mais selon la même étude cela ne concerne que 2 % des Français.
Selon la société CoSpirit qui a contrôlé 400 000 adresses en 2008, 83 % des secteurs de distribution sont bien distribués, 16 % présentent des anomalies de distribution et 1 % des secteurs sont totalement non distribués.
Le contrôle de distribution consiste à vérifier la bonne distribution. Ce contrôle est nécessaire car une bonne part de la distribution se fait hors Poste par des sociétés spécialisées employant une main d’œuvre souvent précaire. Le contrôle a pour but d’éviter dans la mesure du possible une distribution à la poubelle ou sous forme de tas dans les halls d’immeubles. Le contrôle de distribution est souvent fait par des sociétés tierces spécialisées (contrôle de distribution externe), mais il peut également être mis en place par la société qui assure la distribution (contrôle de distribution interne).
Le contrôle de distribution se fait généralement par téléphone. Soit par centre d'appel, soit par serveur de sondage automatique qui permet d'avoir une rapidité de contrôle très importante.